# Bivinia jaubertii
Bivinia jaubertii är en videväxtart som beskrevs av Louis René Tulasne. Bivinia jaubertii ingår i släktet Bivinia och familjen videväxter. Inga underarter finns listade i Catalogue of Life.